# Reforma agraria

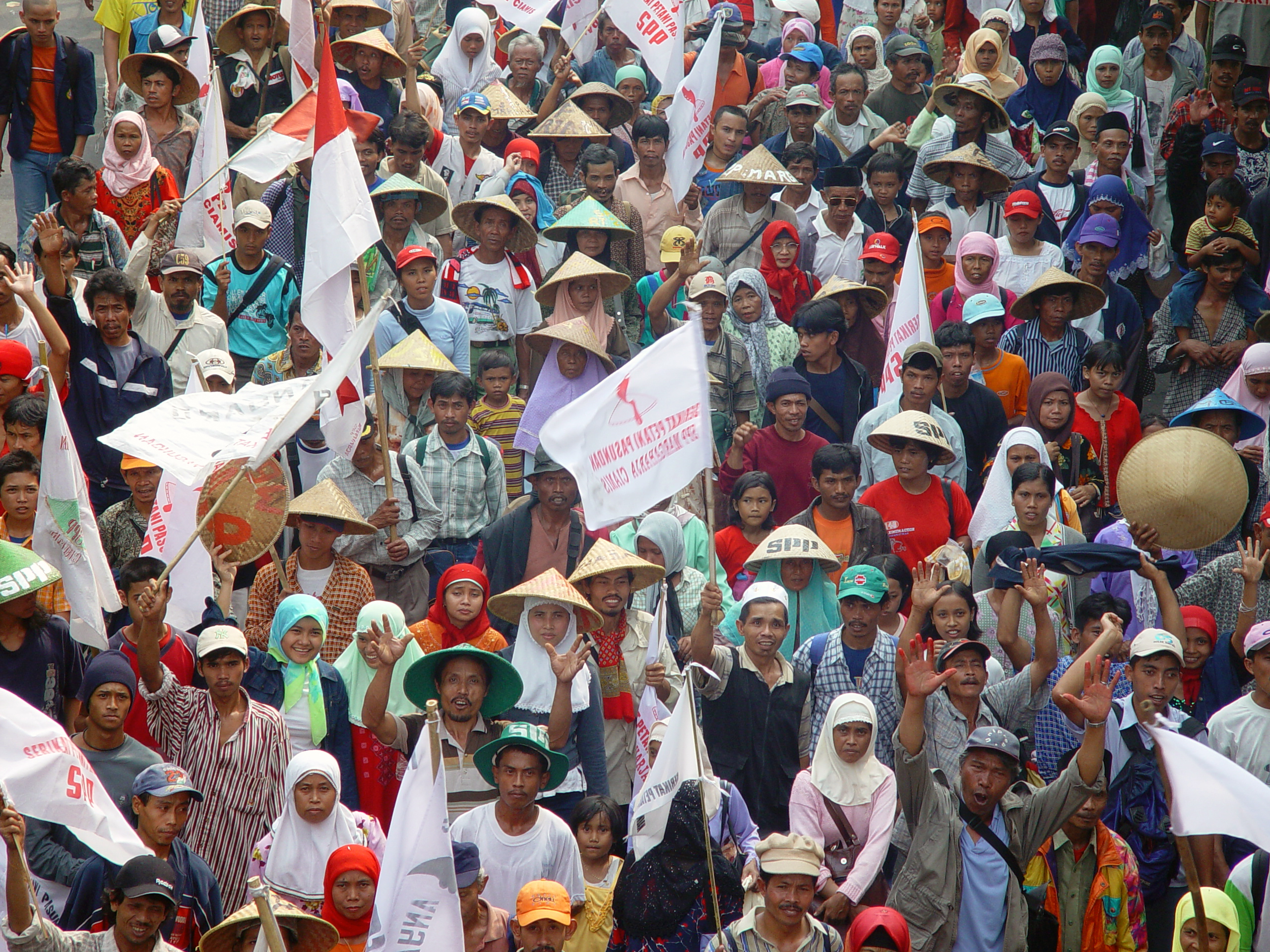
Manifestación por tierra en Indonesia

Reforma agraria es un conjunto de medidas políticas, económicas, sociales y legislativas impulsadas con el fin de modificar la estructura de la propiedad y producción de la tierra en un lugar determinado. Las reformas agrarias buscan solucionar dos problemas interrelacionados: la concentración de la propiedad de la tierra en pocos dueños y la baja productividad agrícola debido al no empleo de tecnologías e infraestructuras derivadas o la especulación con los precios de la tierra que impide su uso productivo.
Las formas de cambiar la tenencia de la tierra puede ser por medio de la expropiación de la tierra pudiendo haber o no algún mecanismo de compensación a los antiguos propietarios, o por medio de la adquisición negociada. Generalmente los resultados sociales son la creación de una clase de pequeños y medianos agricultores que desplazan de hegemonía a los latifundistas. 
Cualquier revisión o reforma de las leyes de tierras de un país puede seguir siendo un proceso intensamente político, ya que la reforma de las políticas de tierras sirve para cambiar las relaciones dentro y entre las comunidades, así como entre las comunidades y el estado.

## En el Imperio español

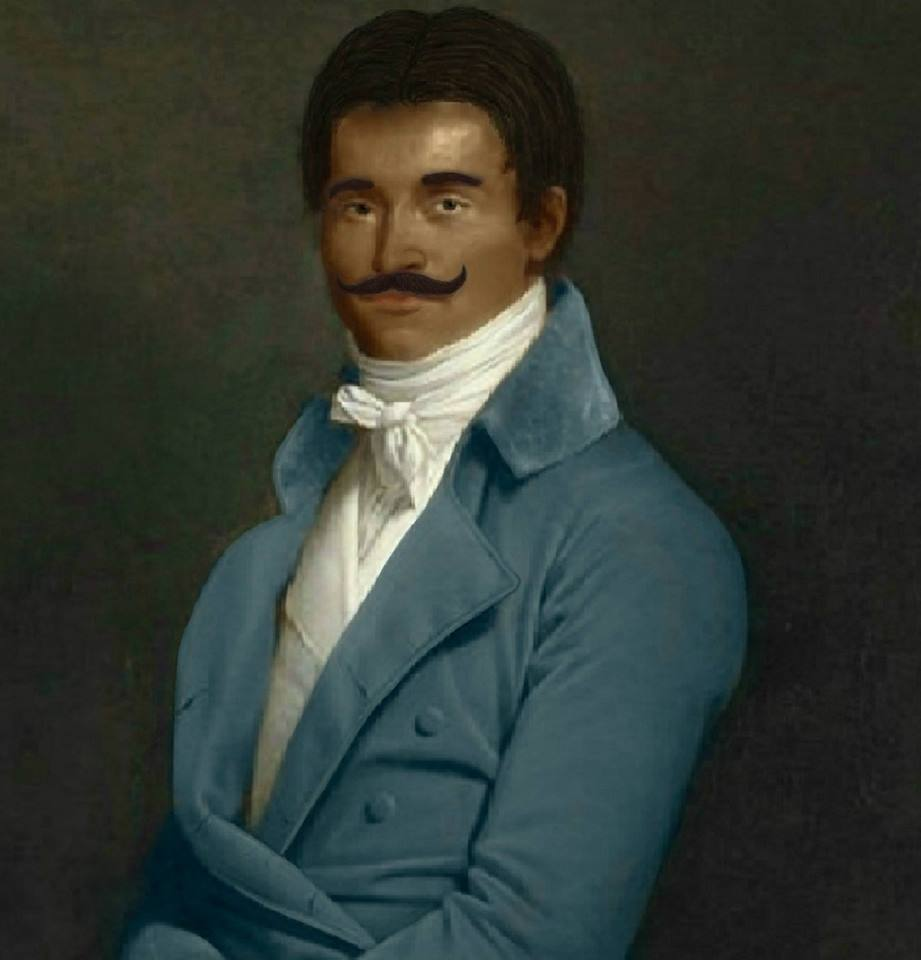
Dionisio Inca Yupanqui

Tras la invasión napoleónica y el desarrollo de la guerra de la Independencia española, se constituyeron las Cortes de Cádiz donde se proclamó la constitución de 1812 siendo una de las más liberales de la época. El indígena, al igual que el peninsular, pasó de ser súbdito a ser declarado ciudadano español y, por serlo, podría elegir la ocupación económica que deseara. Todos los diputados proclamaron el derecho del indígena de acceder a la propiedad. El diputado de la gobernación de Costa Rica, el clérigo Florencio del Castillo propuso la distribución de la tierra. El diputado del virreinato del Perú, el teniente coronel Dionisio Inca Yupanqui defendió la abolición del tributo “que va a derramar el consuelo y la prosperidad entre aquellos inocentes hermanos”; a la vez, propuso también la distribución de tierras en propiedad privada. El principio de distribución de la tierra terminó siendo aprobado.

## En América Latina

### México
La Constitución Política de los Estados Unidos Mexicanos fue producto de la Revolución mexicana, ya que en su artículo 27 se establecieron las bases que dieron inicio a la reforma agraria en México. Su base jurídica consistía en señalar que a la nación correspondía el dominio territorial y era esta la que concedía la propiedad a los particulares. A finales del periodo de gobierno de Abelardo L. Rodríguez se reformó y adicionó el artículo 27 por decreto de 10 de enero de 1934 creando el ejido, estableciéndose el procedimiento para el reparto agrario, el establecimiento de una dependencia del Ejecutivo, un cuerpo consultivo, comités particulares, una comisión mixta y comisariados ejidales para la aplicación y vigilancia de las leyes agrarias, además de otorgar al presidente el carácter de «Suprema autoridad agraria». La llegada del general Lázaro Cárdenas del Río a la presidencia marcó una pauta en la política agraria, ya que este repartió 18 millones de hectáreas, beneficiando a más de 51 mil 400 campesinos.

### Bolivia
Con la ley de reforma agraria en 1953 se abre la página al más importante tema sobre tierras del país. Los sectores oligárquicos conservador y liberal del país a finales del siglo XIX y principios del siglo XX continúan el despojo de tierras de las comunidades y naciones indígenas originarios, pese la rebelión y resistencia indígena en varios puntos de la geografía situación que cambiará solamente después de la guerra del Chaco de 1932 a 1935. Durante la guerra del Chaco y al final de ella tras la nueva derrota y mutilación del territorio toda la sociedad boliviana vive una profunda crisis  qué se caracteriza por la emergencia de una nueva conciencia nacional.
A mediados del siglo XX Bolivia contaba con un sistema agrario latifundista caracterizado por una desigual tenencia de la tierra, condiciones de trabajo serviles y con baja capacidad de proveer alimentos a Bolivia. Aproximadamente 4.5 % de la población era propietaria del 70 % de la tierra agrícola. Por primera vez se habla de la necesidad de una reforma agraria y de otorgar a las personas indígenas los mismos derechos que el resto de la población mediante el voto universal, se discute también la necesidad de nacionalizar las minas y de impulsar la reforma educativa para inculcar en los ciudadanos la nueva conciencia nacional. Medidas que el Movimiento Nacionalista Revolucionario (MNR) llevó adelante con la revolución. Algún dato adicional para entender la reforma agraria en el año 1953: Bolivia tenía 30% de la población viviendo en centros urbanos y el 70% de la población vivía en un área rural, y el 70% era población analfabeta. La agricultura contribuye con el 33% del producto interno bruto cuando los hacendados controlaban el 92% de la tierra cultivable. Por otro lado la reforma agraria no es un objetivo de la MNR sino un sentimiento y voluntad de los campesinos principalmente del Valle alto Cochabambino.
Una creciente oleada de tomas de haciendas que precedió a la aprobación de la reforma agraria, que fue promulgada mediante el decreto N.º 3464 del 2 de agosto de 1953 en el pueblo de Ucureña, municipio de Cliza, Cochabamba, lugar donde se había creado el primer sindicato Agrario del país en 1936. Posteriormente fue elevado a ley el 29 de octubre de 1956, durante la presidencia de Hernán Siles Suazo. Así pues, el movimiento campesino ha sido protagonista desde el inicio de la historia de Bolivia, junto al movimiento obrero y lo ha sido aún más después de la reforma agraria, generando importantes y determinantes organizaciones sindicales y políticas tanto en el occidente como el oriente del país, como la CSUTCB (Confederación Sindical Única de Trabajadores Campesino de Bolivia) o la CIDOB (Confederación indígena del Oriente boliviano), parte de la COB (Central Obrera boliviana) o en expresiones políticas como el MRTK (Movimiento Revolucionario Túpac Katari).
A pesar del impacto de la reforma agraria en la región andina, el acaparamiento de tierras se desarrolló en las tierras bajas y durante las dictaduras militares de Hugo Banzer Suárez y Luis García Meza surgieron enormes latifundios especulativos en el oriente del país, que lograron acumular alrededor de 20 millones de hectáreas de tierras. La reforma agraria en Bolivia ha continuado hasta los días actuales, en tres períodos: 1996-2005; 2006-2009 y desde 2010. Paradójicamente, quienes la aplicaronn en el primer periodo fueron aquellos que la habían combatido desde la región oriental. La fuerte presencia de la cooperación internacional priorizó la titulación de los territorios indígenas en áreas fiscales sin afectar las grandes haciendas.
En 1996 se inicia el gran proceso de saneamiento de tierras y perfeccionamiento del derecho propietario. También se incorpora el concepto de Tierras Comunitarias de origen (TCO) que ha significado el reconocimiento de la propiedad comunitaria indígena originaria subsistente y vital, abriéndose el camino para consolidación de la coexistencia de naciones al interior del Estado-nación de Bolivia. De tal manera que ahora se vive la realidad del Estado Plurinacional de Bolivia. Para el 2010, cerca del 80% del territorio agrario nacional está saneado y con títulos perfeccionados. Están en proceso el saneamiento el 20% restante.
En el segundo periodo , mediante la Ley de Reconducción de la Reforma Agraria, el proceso se orientó prioritariamente a la afectación de las grandes propiedades. La aguda polarización política que vivió Bolivia fue estimulada por el rechazo de los grandes terratenientes a esta ley. El 2 de agosto de 2006, se puso en marcha la llamada “revolución agraria”, para agilizar el proceso de distribución de tierras, impulsar la innovación tecnológica el agro y otorgar recursos a los pequeños productores de alimentos. Por la constitución de 2009, se impuso un límite máximo de 5 mil hectáreas a la tenencia de tierra individual. En su artículo 398 prohíbe el latifundio cuando la tenencia de la tierra es improductiva; "la tierra que no cumpla la función económica social; la explotación de la tierra que aplica un sistema de servidumbre, semiesclatvitud o esclavitud en la relación laboral o la propiedad que sobrepasa la superficie máxima zonificada establecida".
A partir de 2010 se detuvo el proceso de redistribución de la propiedad, en aras de un "Pacto Productivo" entre el campesinado y el  agronegocio. En el balance final del proceso 1996-2014 muestra que en términos de superficies tituladas los principales beneficiarios han sido los pueblos indígenas, que consolidaron de 23 millones de hectáreas en derechos de propiedad colectiva de Tierras Comunitarias de Origen.

### Guatemala

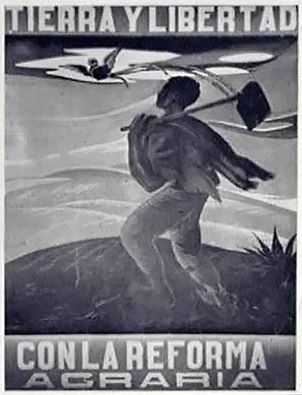
Cartel de la reforma agraria de Guatemala.

El Decreto 900 o ley de reforma agraria en Guatemala fue una de las metas del gobierno del coronel Jacobo Árbenz Guzmán (1951-1954). Con ella se pretendía evitar que hubiera una relación de latifundio-minifundio. Todo esto se lograría al expropiar tierras ociosas de los grandes latifundistas para poder darlas en usufructo a quienes no las tuvieran. Dicho procedimiento se lograba por medio de los Comités Agrarios Locales, los cuales recibían denuncias de tierras en estado ocioso, que pasaban a los Comités Departamentales y finalmente al Departamento Agrario Nacional. La reforma pretendía permitir a los campesinos tener tierras para trabajarlas y darles la oportunidad de tener más ingresos. La Reforma Agraria causó numerosos cambios en Guatemala ya que muchos campesinos fueron beneficiados de la reforma, a costa de los dueños de las tierras ociosas. Pero por el impacto en las tierras de la United Fruit Company (UFCO) en 1954, la oposición encontró el patrocinador que necesitaba para obligar al presidente Árbenz a renunciar la presidencia: la CIA -de la que varios funcionarios tenían fuertes intereses en la United Fruit Company o en el Departamento de Estado estadounidense- organizó el plan Operación PBSUCCESS que terminó con la invasión liderada por el coronel Carlos Castillo Armas quien derogó la Ley de Reforma Agraria y restauró las tierras a sus antiguos propietarios, empezando por la UFCO.

### Cuba
En la revolución cubana, la reforma agraria comenzó en la Sierra Maestra, cuando el Movimiento 26 de Julio la decretó el 10 de octubre de 1958, en las tierras controladas por el Ejército Rebelde. El 17 de mayo de 1959 fue firmada la ley de reforma agraria, aplicada en todo el país, que nacionalizó todas las haciendas de más de 402 hectáreas y entregó hasta 67 hectáreas a cada una de 100 mil familias campesinas. Para ponerla en práctica fue creado el Instituto Nacional de Reforma Agraria (INRA). La segunda y definitiva ley de Reforma Agraria, promulgada en octubre de 1963, nacionalizó las fincas de más de 63 hectáreas, dejando el resto en manos del campesinado o de sus cooperativas. La Constitución de 1976 declaró que las tierras son propiedad de todo el pueblo, excepto las que son propiedad de los pequeños agricultores o de sus cooperativas.

### La Alianza para el Progreso y la reforma agraria integral
Luego del triunfo de la revolución cubana, en el contexto de la Guerra Fría, Estados Unidos comenzó a promover reformas agrarias en la región. En 1961 a través de la Alianza para el Progreso se recomendó a los países de la región la implementación de una serie de reformas estructurales para poder acceder a créditos por parte del gobierno estadounidense y los organismos internacionales. La principal de ellas era la reforma agraria integral. El objetivo de la misma fue frenar la influencia de la revolución cubana y de la revolución mexicana en el tema agrario.

### Chile
En Chile, este proceso se llevó a cabo entre los años 1962 y 1973, como medida de respuesta a la gran ineficiencia y crisis del agro nacional durante la primera mitad del siglo XX. En 1962, fue aprobada la ley n.º 15020 de reforma agraria. El 16 de julio de 1967 fueron promulgadas dos nuevas leyes la n.º 16.625 de Sindicalización Campesina y la ley n.º 16.640, que limitaba la acumulación de tierras con un máximo de 80 hectáreas. Entre 1965 y 1970 fueron expropiados en todo el país 1.319 predios con un total de 3.408.788,3 hectáreas. Durante el periodo de la Unidad Popular la reforma agraria se potenció con la ejecución de la ley n.º 16.640.  El objetivo, además de dar tierra al campesino, era eliminar lo más rápidamente posible al latifundio.
Hacia fines del gobierno de Allende ya se habían expropiado 4.691 predios de latifundistas, con más de 6,4 millones de hectáreas a lo largo de todo el país.

### Colombia
El problema de las tierras ha sido una constante en la historia colombiana y una de las causas del conflicto armado interno en Colombia. En 1936, Alfonso López Pumarejo con la denominada Revolución en Marcha promulgó la Ley 200 de 1936 que permite la extinción de la propiedad privada que no cumpla con su función social. Afectado el campo colombiano durante el periodo de La violencia, Colombia vivió una urbanización por el desplazamiento de su población rural antes de realizar una reforma agraria.
El Instituto Colombiano de la Reforma Agraria (INCORA) fue creado con la Ley 135 de 1961 Sobre Reforma Social Agraria por Alberto Lleras Camargo e impulsado por la ley 1 de 1968 de Carlos Lleras Restrepo que también reconoce a la Asociación Nacional de Usuarios Campesinos (ANUC) con la Resolución 061 de mayo de 1967 y el decreto 755 del 2 de mayo de 1967. Las leyes sobre tierras serían modificadas a raíz del Pacto de Chicoral en el gobierno de Misael Pastrana, por la ley 4 de 1973 que limitó las posibilidades de expropiación, las leyes 35 de 1982 y 30 de 1988 que reactivaron las adquisiciones de tierras y la Ley 160 de 1994. Pese a estos intentos por democratizar las tierras el proceso de reforma agraria se detuvo y comenzó a revertirse, por el conflicto armado interno en Colombia que provocó el desplazamiento forzado de millones de campesinos y una concentración de la propiedad de la tierra en manos de los grandes terratenientes junto a las dinámicas del narcotráfico y el desplazamiento interno. 
En 2003 se modifica el INCORA con la creación del Instituto Colombiano de Desarrollo Rural (INCODER) con  el Decreto 1300 de 2003 y su modificación mediante la ley Ley 1151 de 2007 que eliminó las adquisiciones directas de tieras para campesinos; el Decreto 3759 de 2009 y el programa de Agro Ingreso Seguro (AIS), que fracasa por la corrupción. Otro intento por la restitución de tierras es la  Ley 1448 de 2011 de Víctimas. El punto uno de los acuerdos de paz entre el gobierno de Juan Manuel Santos y las FARC-EP firmados en 2016 determinó la realización de una Reforma Rural Integral. El decreto Ley 902 de 2017 inauguró un nuevo modelo de reformismo agrario fundamentado en el ordenamiento social de la propiedad por encima del paradigma redistributivo.
El gobierno de Gustavo Petro se propuso cumplir el acuerdo de paz de 2016 y la ley 160 de 1994, para lo cual, en cumplimiento de la Ley del del Plan Nacioal de Desarrollo, promulgó el decreto 1406 de 2023 que reactivó el sistema nacional de reforma agraria y el decreto que estableció el "programa especial de dotación de tierras a favor de la población campesina para la producción de alimentos".

### Perú

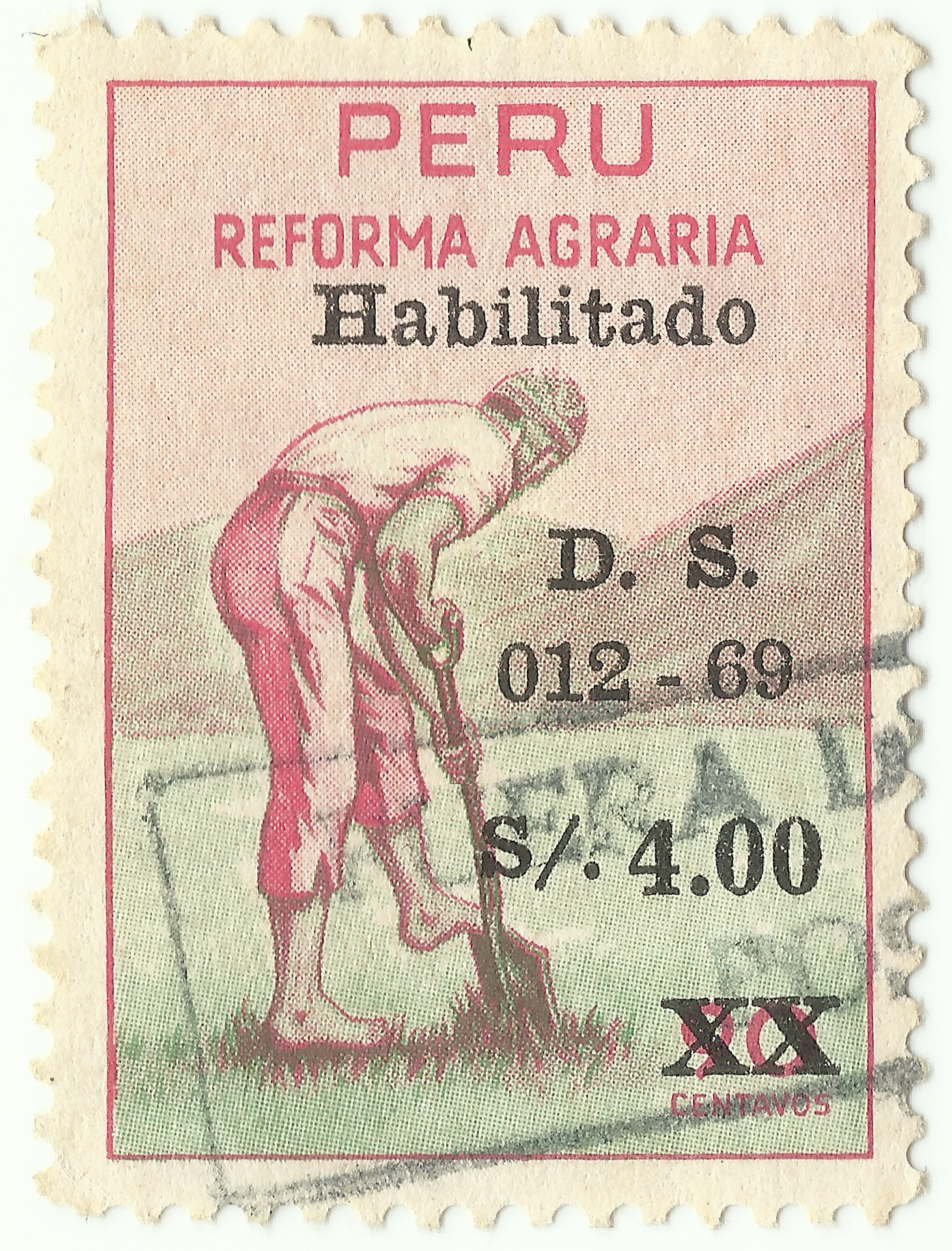
Sello postal peruano de 1969 conmemorando la reforma agraria peruana emprendida por el Gobierno Revolucionario de la Fuerza Armada dirigido por el general Juan Velasco Alvarado.

Después del proceso de industrialización auspiciado por Leguia se iniciaron las olas migratorias a las grandes ciudades especialmente durante la Segunda Guerra Mundial, pero este proceso de crecimiento solo fue coyuntural, después de la guerra los productos de exportación peruanos dejaron de tener demanda porque los países beligerantes empezaron a reactivar sus industrias; esto produjo recesión y mucha gente quedó desocupada. La Reforma Agraria de Perú en un primer momento tuvo la intención de conseguir que las grandes porciones de tierra distribuidas en pocas manos se hicieran más productivas al repartirlas en gente que trabajaría la tierra también conseguir que aquellos poderosos latifundistas se industrializaran al ser su única alternativa. Las personas expropiadas obtuvieron el derecho a ser indemnizadas según una tasación realizada por el Estado, y sobre la base de un justiprecio cuyo pago era imperativo por mandato constitucional.
Tras esta acción Perú no logró el desarrollo económico esperado. Existía una gran brecha educativa que había postergado a los miembros del sector más bajo de la pirámide social, por lo que estos no se encontraban en la capacidad de desempeñar estas funciones de manera competitiva y eficiente- [cita requerida] Esta situación explica que no se diera el tan esperado proceso de industrialización a gran escala que aquellos idealistas que fomentaron esta medida esperaron. Sin embargo, si bien los resultados económico-productivos no fueron los esperados, es importante destacar el gran avance que hubo en términos reivindicativos y la desactivación parcial de movimientos de izquierda como el MIR (se quedaron sin su principal objetivo). Hasta antes de la reforma, la población campesina estaba adscrita a la tierra y no se le reconocía derechos ciudadanos. Es a partir de esta y otras medidas implementadas por Velasco que la población campesina deja de ser invisibilizada y cosificada, y se empieza a convertir en un interlocutor en la variopinta sociedad peruana. Así también aparecieron grupos como las cooperativas : en la costa (CAPS: Cooperación Agraria de Producción Social ) y de la sierra (SAIS: Sociedad Agropecuaria de Interés Social).

### Uruguay

#### Reforma Agraria Artiguista
En lo que actualmente es la República Oriental del Uruguay a principios del siglo XIX, entonces llamada Banda Oriental, se llevó a cabo uno de los procesos de reforma agraria más radicales.
Bajo el período de la Revolución artiguista comprendido entre los años 1811 y 1820, el máximo caudillo de ese proceso revolucionario José Gervasio Artigas (1764-1850) inició el proceso de reparto de tierras, no solo fiscales sino de grandes propietarios criollos y españoles. Para algunos historiadores uruguayos de raigambre marxista ese proceso ha sido interpretado como una "reforma agraria" radical y popular. Particularmente se destacan Lucía Sala de Tourón, Julio Rodríguez y Nelson de la Torre.
Artigas fue un hombre profundamente conocedor de la Banda Oriental y de sus habitantes naturales: el gaucho y el indio, ambos excluidos de la posesión de la tierra en el siglo XIX.
Participó junto a Félix de Azara en el reparto de tierras como medida de poblamiento, fomento de la campaña y medida precautoria contra el avance portugués en la tenue —cuando no inexistente— frontera entre ambos imperios, pero resultó insuficiente.
El paisaje decimonónico de la campaña oriental se caracterizaba por el despoblamiento producto de las grandes propiedades —muchas veces simplemente ocupadas ilegalmente, cuando no donadas por la corona sin ni siquiera tener en cuenta las verdaderas dimensiones—, el contrabandismo o bandolerismo y la explotación irracional dada la sobreabundancia de ganado vacuno.   
El estado anárquico en que se encontraba inmersa la base económica ganadera de la Banda Oriental obligó a las autoridades españolas y la clase dominante criolla a llevar a cabo el planteamiento de una serie de soluciones que con el tiempo los historiadores han denominado Arreglo de los Campos. Muchas de estas soluciones fracasaron, cuando no quedaron en una mera expresión de voluntad o su éxito fue muy precario.
Con el estallido de la Revolución, Artigas llevó a cabo un reparto de tierras verdaderamente radical, desconocido en su época, y popular.
El Reglamento Provisorio de la Provincia Oriental para el Fomento de su Campaña y Seguridad de sus Hacendados, fue aprobado el 10 de septiembre de 1815. Con el mismo, Artigas buscaba dos finalidades bien definidas: en primer lugar, asegurar una base social de apoyo a su revolución. La máxima del pensamiento artiguista en cuanto a justicia social se resume en la siguiente idea: "que los más infelices sean los más privilegiados" expresado en el artículo 6.º del Reglamento.
Su segundo objetivo era castigar a los contrarrevolucionarios, idea que queda expresada en la famosa frase del mismo documento "malos europeos y peores americanos", o sea, los opresores (el "godo") y todo aquel americano que estuviera en contra del proceso revolucionario. De esta manera se ejercía una justicia revolucionaria en contra de los enemigos del proceso revolucionario, al tiempo que se premiaba a los que fervorosamente habían abrazado la revolución.

## Leyes vinculadas al tema de la reforma agraria

### Europa
- En Rusia
  - 1917 Decreto sobre la Tierra del II Congreso de los Soviets
  - 1918 Ley Fundamental de la Tierra del III Congreso de los Soviets
  - 1922 Código de Tierras de la Unión Soviética
- En Bulgaria
  - 1920 ley agraria
  - 1945 ley de reforma agraria
  - 1956 campaña de colectivización agraria
- En Rumania
  - Reforma agraria de 1919
  - Reforma agraria de 1945
- 1989 títulación individual a campesinos
- En Albania
  - Ley de Reforma Agraria de 1945.
- En Yugoslavia
  - 1945 ley de reforma agraria
  - 1950 cooperativas agrarias y autogestión
  - 1953 reducción de límite de propiedad de tierra por familia
- En Italia
  - Ley n.º 841 del 21 de octubre de 1950
- En España:
  - la desamortización de Mendizabal
  - En los inicios de la Segunda República, Ley de Reforma Agraria de España de 1932.
- En Portugal
  - Decreto-ley n.º 203-C del 15 de abril de 1975.

### Asia oriental
- República Popular China
  - Directiva del 7 de julio de 1946
  - Ley de Tierras de octubre de 1947
- Japón
  - 1947 Nōchi-kaihō (農地解放 emancipación de las tierras agrícolas)
- Corea del Sur
  - 1948 programa de reforma agraria
  - 1950 Ley de Reforma Agraria
- Filipinas
  - Ley 1160 de 1954
  - Ley 3844 de 1963, Código de reforma agraria
- Indonesia
  - 1960 Ley Agraria Básica
- Vietnam
  - Ley de reforma agraria del 4 de diciembre de 1953
  - Resolución 247 de 1975
  - Resolución 254 de 1976
  - Decreto 100 de 1981 promoción las parcelas e iniciativas campesinas
  - Resolución 10 de 1988 renovación de la gestión agrícola

### Medio Oriente
- Egipto
  - Ley 178 de 1952
  - 1961 revisión de la ley de reforma agraria
- Siria
  - 1958 Ley de Relaciones Agrícolas
  - 1963 medidas de reforma agraria
- Argelia
  - 1964 nacionalización de tierras coloniales
  - 1971 la Ordenanza y la Carta de la Revolución Agraria
  - 1983 Dominios Agrícola Socialistas
  - 1987 Sustracción de áreas colectivas para el sector privado
- Afganistán (derogadas)
  - 1975 ley de reforma agraria
  - Decreto 8 de 1978 de reforma agraria

### África subsahariana
- Etiopía
  - 1976 Proclama de Reforma Agraria
- Kenia
  - 1960 programa comprador dispuesto / vendedor dispuesto
  - 2006 redistribución de tierras de grandes propietarios ausentes
- Zimbawe
  - 1979 programa comprador dispuesto / vendedor dispuesto
  - 1992 Ley de adquisición de tierras
- Sudáfrica
  - 1991 Ley de abolición de medidas territoriales basadas en la raza
  - 1994 proceso de reforma agraria

### América
- En México
  - Constitución de 1917
  - 1934-1940 repartos de tierras
  - Ley Agraria del 6 de enero de 1971.
- En Venezuela
  - Ley de Reforma Agraria de 1945 (Gobierno del General Isaías Medina Angarita)
  - Ley de reforma agraria de 1948 (Gobierno de Romulo Gallegos)
  - Ley de Reforma Agraria de 1960 (Gobierno de Rómulo Betancourt)
  - Ley de Tierras y Desarrollo Agrario del 2001 -una de las leyes habilitantes (Gobierno de Hugo Chávez)
- En Bolivia
  - Ley de Reforma Agraria del 2 de agosto de 1953.
  - Ley del Servicio Nacional de Reforma Agraria (Ley 1715 de 18/10/1996).
- En Cuba:
  - Primera Ley de Reforma Agraria de 1959, reemplazada por
  - Segunda Ley de Reforma Agraria de 1963.
- En Colombia
  - Ley 200 de 1936
  - Ley 135 de 1961 Sobre Reforma Social Agraria, modificada por las leyes 1 de 1968, 4 de 1973 y 30 de 1988.
  - Ley 160 de 1994
- En Guatemala, Decreto 900 (Ley de Reforma Agraria), promulgado por el gobierno de Jacobo Arbenz Guzmán, en 1952.
- En Costa Rica Ley N.º 2825 de Tierras y Colonización de 1961.
- En Chile:
  - Ley de Reforma Agraria de 1962 (Ley N.º 15020), reemplazada por la
  - Ley de Reforma Agraria de 1967 (Ley N.º 16640) vigente hasta 1974.
- En el Perú:
  - Ley de bases para la Reforma Agraria de 1963 bajo Ricardo Pérez Godoy,
  - Ley de Reforma Agraria del 21 de mayo de 1964 bajo Fernando Belaúnde, y
  - Decreto Ley N.º 17716 del 24 de junio de 1969 bajo Juan Velasco Alvarado

(Todas las normas fueron derogadas por el Decreto Legislativo N° 653 de 1992)
- En Ecuador:
  - Ley de Reforma Agraria y Colonización de 1964, modificada por la
  - Ley de Reforma Agraria, de 1973
  - Ley de Desarrollo Agrario, de 1992 (deroga la anterior).
- En República Dominicana por la Ley Agraria de 1973
- En Brasil:
  - Decreto n.º 612-A del 15 de febrero de 1962 creó el Conselho Nacional de Reforma Agrária
  - Ley Delegada n.º 11 del 11 de octubre de 1962 creó la Superintendencia da Reforma Agraria (Supra)
  - Decreto n.º 53.700 del 13 de marzo de 1964 tomó medidas redistribución de tierras
  - Estatuto de la Terra del 30 de noviembre de 1964 estableció la función social de la propiedad
  - Decreto-ley n.º 1.110 del 9 de julio de 1970 creó el Instituto Nacional de Colonización y Reforma Agraria (Incra).
  - Decreto n.º 97.886 del 29 de junio de 1989, restableció el Incra.